# Prêt à taux zéro plus
Le prêt à taux zéro plus (PTZ Plus ou PTZ +) est un prêt immobilier pouvant être contracté pour financer l'achat d'un premier bien immobilier au titre de résidence principale, qu'il s'agisse d'un appartement, d'une maison, d'un bien neuf ou ancien. Sans frais de dossier ni intérêt, le PTZ Plus ne permet pas à lui seul l'acquisition d'un logement et doit être associé à un prêt immobilier principal (prêt à taux fixe, prêt à taux variable, etc.). 
Le PTZ peut également être octroyé pour l'achat d'un nouveau logement sans délai sous certaines conditions (bénéficiaire de l'AAH par exemple). 
Mis en place dans le cadre de la réforme des aides d’accession à la propriété entrant en application début 2011, le PTZ Plus se veut être un nouveau dispositif plus simple et plus efficace dans le financement d’un achat immobilier.

## Conditions d’attribution
Le prêt à taux zéro plus est attribué sous conditions de ressource pour tout primo-accédant.
Ce prêt n’est utilisable que pour le financement partiel de la résidence principale de l’emprunteur. Dans ce cadre il peut servir à financer un achat dans le neuf, un terrain et une construction, et les travaux prévus dans le cadre de l’achat.
Le montant (jusqu'à 118 470 €) et la durée (jusqu'à 25 ans) du prêt consenti sont calculés à partir de plusieurs paramètres :
- La composition du foyer (le nombre de personnes destinées à habiter le bien)
- Le lieu d’implantation du bien (relatif au classement des communes en zones A, B1, B2 et C)
- L'ancienneté du bien
- Le diagnostic de performance énergétique ou la labellisation BBC du bien
- Les ressources du foyer : le calcul se base sur le revenu fiscal de référence de l’année N-2

## Fonctionnement
Les particuliers éligibles au dispositif doivent s’adresser à une banque conventionnée pour mettre en place un dossier de prêt à taux zéro.
Les dossiers sont ensuite vérifiés dans leur conformité par le SGFGAS (Société de Gestion du Fonds de Garantie de l’Accession Sociale à la propriété). Cet organisme est le relais de l’état pour le contrôle et la gestion des prêts aidés, il valide la complétude du dossier et vérifie l’exactitude des documents fournis par l’emprunteur.